# Kloster Montpeyroux
Das Kloster Montpeyroux (Mons Petrosus) ist eine ehemalige Zisterzienserabtei in Frankreich. Es liegt in der Gemeinde Puy-Guillaume im Département Puy-de-Dôme, Region Auvergne, 12 km nördlich von Thiers, am rechten Ufer der Crédogne.

## Geschichte
Das Kloster wurde im Jahr 1126 als zweites Tochterkloster von Kloster Bonnevaux im Dauphiné (im heutigen Département Isère), dem sechsten Tochterkloster von Kloster Cîteaux, von Foulques de Jaligny gestiftet. Es war Mutterkloster von Kloster Bellaigue. Die Kirche wurde 1175 von Pons, dem Bischof von Clermont, einem früheren Mönch aus Cîteaux, geweiht. Das Kloster wurde von den Grafen der Auvergne und von Forez reich ausgestattet. Die Abtei wurde 1467 geplündert, die Mönche wurden vertrieben, während der Religionskriege wiederum geplündert und 1685 in Brand gesteckt, aber alsbald wiederhergestellt, jedoch ohne den Kreuzgang. Die Aufhebung ist im Zug der französischen Revolution um 1791 erfolgt.

## Bauten und Anlage
Erhalten sind Teile des Portals, des Langhauses und des nördlichen Seitenschiffs der Kirche zu fünf Jochen, von denen im Seitenschiff in zweien die Gewölbe erhalten sind. Die Kirche war mehr im klassischen Stil der Auvergne erbaut. Chor und Querschiff sind ganz verschwunden. Die Konventsgebäude sowie das Abtshaus datieren im Wesentlichen in das 18. Jahrhundert. Eine Pietà aus der Kirche wird in der Kirche von Puy-Guillaume aufbewahrt. Die Gemeinde bemüht sich um eine neue Nutzung.